# Scurrula buddleioides
Scurrula buddleioides là một loài thực vật có hoa trong họ Loranthaceae. Loài này được (Desr.) G. Don miêu tả khoa học đầu tiên năm 1834.